# Seschseschet Scheschti
Seschseschet Scheschti war eine Prinzessin der altägyptischen 6. Dynastie und eine Tochter von Pharao Teti.

## Herkunft und Familie
Seschseschet war eine Tochter von Pharao Teti, dem ersten Herrscher der 6. Dynastie. Sie wurde offenbar nach Tetis Mutter Seschseschet benannt. Teti hatte mindestens drei königliche Gemahlinnen: Iput I., Chuit und eine Frau, deren Name nur unvollständig überliefert ist und vielleicht Chentkaus lautete. Welche dieser Frauen die Mutter Seschseschets war, ist unbekannt. Zahlreiche Geschwister oder Halbgeschwister Seschseschets sind bekannt: Ihre Brüder Userkare und Pepi I., die beide nach Tetis Tod den ägyptischen Thron bestiegen, sowie mehrere Schwestern. Eine von ihnen hieß Inti, weitere Schwestern trugen ebenfalls den Namensbestandteil Seschseschet (Nebtinubchet Seschseschet, Seschseschet Scheschit, Seschseschet Watetchethor).
Seschseschet Scheschti war mit dem Beamten Schepsipuptah verheiratet, der unter anderem als Aufseher der Priester der Teti-Pyramide und als Schatzhausvorsteher fungierte.

## Titel
Seschseschet Scheschti trug den Titel einer geliebten leiblichen Königstochter.

## Grabstätte
Seschseschet Scheschti wurde in der Mastaba ihres Mannes nahe der Teti-Pyramide in Sakkara beigesetzt.